# Adulte & sexy
Adulte & sexy – singel Emmanuela Moire promujący album L’Équilibre, wydany 25 lutego 2009 nakładem Warner Music.
Singel notowany był na 9. miejscu zestawienia Top Singles & Titres we Francji.
Premiera teledysku do piosenki odbyła się w dniu wydania singla, a wyreżyserował go Arno Bani. Za mastering utworu odpowiedzialny był Rodolphe Plisson.

## Lista utworów
- Singel CD[3]

1. „Adulte & sexy” (Radio Edit) – 3:18
2. „Adulte & sexy” (Remix) – 5:10
3. „Video – Adulte & sexy” – 3:17

## Pozycja na liście sprzedaży
| Kraj    | Notowanie (2009)     | Najwyższa pozycja |
| ------- | -------------------- | ----------------- |
| Francja | Top Singles & Titres | 9                 |